# St. Stephan
St. Stephan je obec v okrese Obersimmental-Saanen v kantonu Bern ve Švýcarsku. Žije zde přibližně 1 300 obyvatel.

## Geografie
St. Stephan leží v horní části údolí Simmental (zvané Obersimmental), mezi obcemi Zweisimmen a Lenk. Obec se rozkládá až k Albristhornu (2762 m n. m.). Sousedními obcemi ve směru hodinových ručiček od severu jsou Zweisimmen, Diemtigen, Adelboden, Lenk a Saanen.
Obec se skládá ze zemědělských usedlostí Ried, Häusern, Grodey, Matten, Fermel, Obersteg a Zu Hähligen; sídlo s názvem St. Stephan ve skutečnosti neexistuje.

## Historie

Letecký pohled (1957)

Bývalý burgundský královský dvůr Matten ukazuje na čilou tranzitní dopravu přes průsmyky do Valais. V roce 994 byl darován alsaskému klášteru Selz. První zmínka pochází z roku 1352 jako Sant Stephan. Ve středověku patřila obec k panství Mannenberg ve vlastnictví baronů z Raronu, spravovanému na jejich panství Mannenberg-Reichenstein. V roce 1456 přešla na pány z Bubenbergu a v roce 1494 na město Bern (správní obvod Obersimmental). Bývalá poutní kaple se patronátem sv. Štěpána, stavba z raného středověku, která byla ve 12. a 15. století rozšířena a vyzdobena nástěnnými malbami a plochými vyřezávanými stropy, byla filiálkou kostela Zweisimmen s vlastním knězem a stejně jako kostel podléhala od roku 1335 klášteru Interlaken. Navzdory souhlasu papeže a basilejského koncilu v letech 1430 a 1433 Interlaken až do roku 1525 ignoroval přání obyvatel mít vlastní farnost. Reformace z roku 1528 byla přijata až po odporu. V 16. století se St. Stephan díky zajištěným trhům s obilím přeorientoval na chov dobytka (výkrm, alpská sýrárna) v údolí a hospodaření na alpských pastvinách. Další příjem zajišťovalo zpracování dřeva.
Od roku 1912 je obec spojena železnicí se Zweisimmenem; třetina zaměstnanců dojíždí částečně do Zweisimmenu a částečně do Lenku. V roce 1944 bylo v obci vybudováno vojenské letiště; v důsledku nové armádní koncepce bylo koncem 90. let 20. století uzavřeno.

## Obyvatelstvo

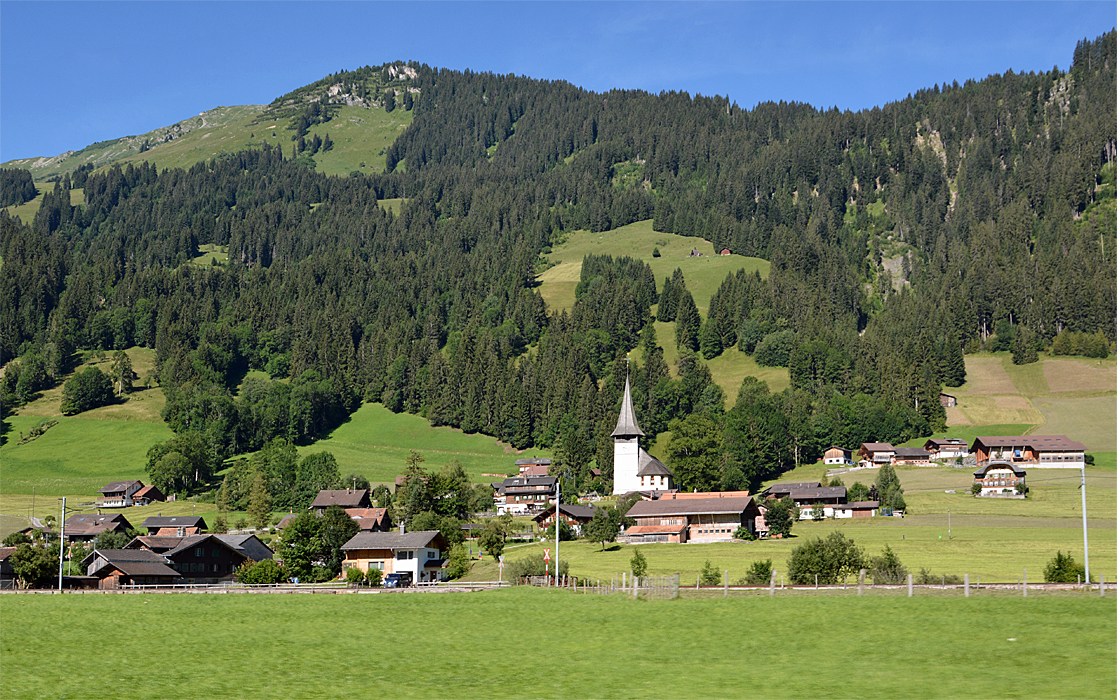
Centrum obce (Weiler Ried)

| Vývoj počtu obyvatel | Vývoj počtu obyvatel | Vývoj počtu obyvatel | Vývoj počtu obyvatel | Vývoj počtu obyvatel | Vývoj počtu obyvatel | Vývoj počtu obyvatel | Vývoj počtu obyvatel | Vývoj počtu obyvatel | Vývoj počtu obyvatel | Vývoj počtu obyvatel | Vývoj počtu obyvatel | Vývoj počtu obyvatel | Vývoj počtu obyvatel | Vývoj počtu obyvatel | Vývoj počtu obyvatel | Vývoj počtu obyvatel | Vývoj počtu obyvatel | Vývoj počtu obyvatel |
| -------------------- | -------------------- | -------------------- | -------------------- | -------------------- | -------------------- | -------------------- | -------------------- | -------------------- | -------------------- | -------------------- | -------------------- | -------------------- | -------------------- | -------------------- | -------------------- | -------------------- | -------------------- | -------------------- |
| Rok                  | 1764                 | 1850                 | 1860                 | 1870                 | 1880                 | 1888                 | 1900                 | 1910                 | 1920                 | 1930                 | 1941                 | 1950                 | 1960                 | 1970                 | 1980                 | 1990                 | 2000                 | 2010                 |
| Počet obyvatel       | 840                  | 1454                 | 1477                 | 1523                 | 1567                 | 1420                 | 1403                 | 1324                 | 1272                 | 1121                 | 1210                 | 1293                 | 1227                 | 1213                 | 1207                 | 1292                 | 1381                 | 1362                 |

## Doprava
Obec leží na železniční trati Zweisimmen–Lenk. Silniční spojení zajišťuje silnice Lenkstrasse, vedoucí ve stejné trase souběžně s tratí po dně údolí.